# Обурок
Обу́рок — лісовий заказник місцевого значення в Україні. Розташований на території Рівненського району Рівненської області, на північний захід від села Дядьковичі. 
Площа — 51 га, статус отриманий у 2020 році. Перебуває у віданні ДП «Клеванське лісове господарство» Рівненського обласного управління лісового та мисливського господарства (Сморжівське лісництво, кв. 30, вид 1—3). 
Створено з метою збереження в природному стані грабово-дубової ділянки лісу із наявністю рідкісних видів рослин та тварин.